# بيلريتين
البيلريتين هو ريتينويد اصطناعي. اختُبِر على الحيوانات في عقد 1980 على أمل أن يتم استخدامه للقضاء على التجاعيد.